# Calatayud
Calatayud é um município da Espanha na província de Saragoça, comunidade autónoma de Aragão. Tem 154 km² de área e em 2021 tinha 19 870 habitantes (densidade: 129 hab./km²).

## História
Os romanos iniciaram o povoamento da região, fundando a cidade de Bílbilis ou Augusta Bílbilis (em latim: Augusta Bilbilis) a aproximadamente quatro quilômetros ao norte da atual Catalayud. A cidade moderna foi fundada pelos mouros em torno do castelo de onde provém o seu nome com o nome "Alcalá Aiube" (em árabe: القلعة أيوب; romaniz.: Al-qal'a 'Ayyūb; lit. "O Castelo de Aiube"). A cidade foi conquistada por Afonso I de Aragão em 1120. Foi capital de sua própria província durante três anos, no século XIX.

## Demografia
| Variação demográfica do município entre 1991 e 2004 | Variação demográfica do município entre 1991 e 2004 | Variação demográfica do município entre 1991 e 2004 | Variação demográfica do município entre 1991 e 2004 |
| --------------------------------------------------- | --------------------------------------------------- | --------------------------------------------------- | --------------------------------------------------- |
| 1991                                                | 1996                                                | 2001                                                | 2004                                                |
| 17 432                                              | 17 078                                              | 18 019                                              | 19 634                                              |